# Oculina virgosa
Oculina virgosa is een rifkoralensoort uit de familie van de Oculinidae. De wetenschappelijke naam van de soort is voor het eerst geldig gepubliceerd in 1958 door Squires.